# 北浦町 (秋田県)
北浦町（きたうらまち）は秋田県南秋田郡にあった町。現在の男鹿市北端、北浦各町にあたる。
本項では発足時の名称である北磯分村（きたいそわけむら）、町制前の名称である北磯村（きたいそむら）についても述べる。

## 地理
- 海：日本海
- 島：う島、赤島、ねてげ岩
- 岬：こんご崎、長久手岬、入道崎、大明神崎、八戸崎

## 歴史
- 1889年（明治22年）4月1日 - 町村制の施行により、北浦村、北浦表町、真山村、相川村、安全寺村、野村、西水口村、湯本村、西黒沢村、畠村の区域をもって北磯分村が発足。
- 1891年（明治24年）11月11日 - 北磯分村が改称して北磯村となる。
- 1902年（明治35年）6月4日 - 北磯村が町制施行・改称して北浦町となる。
- 1925年（大正14年）5月26日 - 灌漑用水湖（火口湖）の堤防が決壊し、濁流が山麓の北浦町を襲い、家屋60戸、死者18名を出す大惨事となった[1]。
- 1955年（昭和30年）3月1日 - 男鹿市に編入。同日北浦町廃止。

## 交通

### 港湾
- 畠漁港

## 名所・旧跡・観光スポット・祭事・催事
- 入道埼灯台
- 男鹿温泉郷

## 著名出身者
- 佐野正文 (ラグビー選手)
- 菅原慶吉 (市長)
- 鈴木壽 (教育者)